# 센스 N230
센스 N230(Sens N230)은 삼성전자가 2010년 6월에 출시한 넷북 컴퓨터이다.